# 주루아붉은고함원숭이
주루아붉은고함원숭이 (Alouatta juara)는 신세계원숭이에 속하는 고함원숭이의 일종이다. 페루가 원산지이며, 콜롬비아에도 사는 것으로 추측된다.